# جامع صابانجي المركزي
جامع صابانجي المركزي (بالتركية: Sabancı Merkez Camii)‏ هو أحد أكبر الجوامع في تركيا والشرق الأوسط ، يقع على ضفاف نهر سيحان وسط مدينة أضنة التركية. تم بناءه على أنقاض مقبرة أرمنية مصادرة على مساحة قدرت بـ 52,600 متر مربع .  ويعود تصميمه للمهندس المعماري نجيب دينتش.

## العمارة
وُضِعَ حجر الأساس سنة 1988 حيث نقلت ملكية الأرض من بلدية أضنة إلى وقف الديانة التركي. و في سنة 1998 اُفْتُتِحَ جامع صابانجي المركزي رسميا على يد الرئيس التركي سليمان دميرل ورجل الأعمال التركي صاقب صابانجي .
وجاء الجزء الخارجي للجامع والحرم الداخلي مشابها لجامع السليمية في أدرنة. تعلوه ست مآذن على غِرار جامع السلطان أحمد، و له خمس قِباب، يبلغ قطر القبة الرئيسية 32 مترًا وارتفاعها عن الأرض 54 مترًا وهي بذلك تكون أكبر قبة في تركيا.

### الجدران والقباب

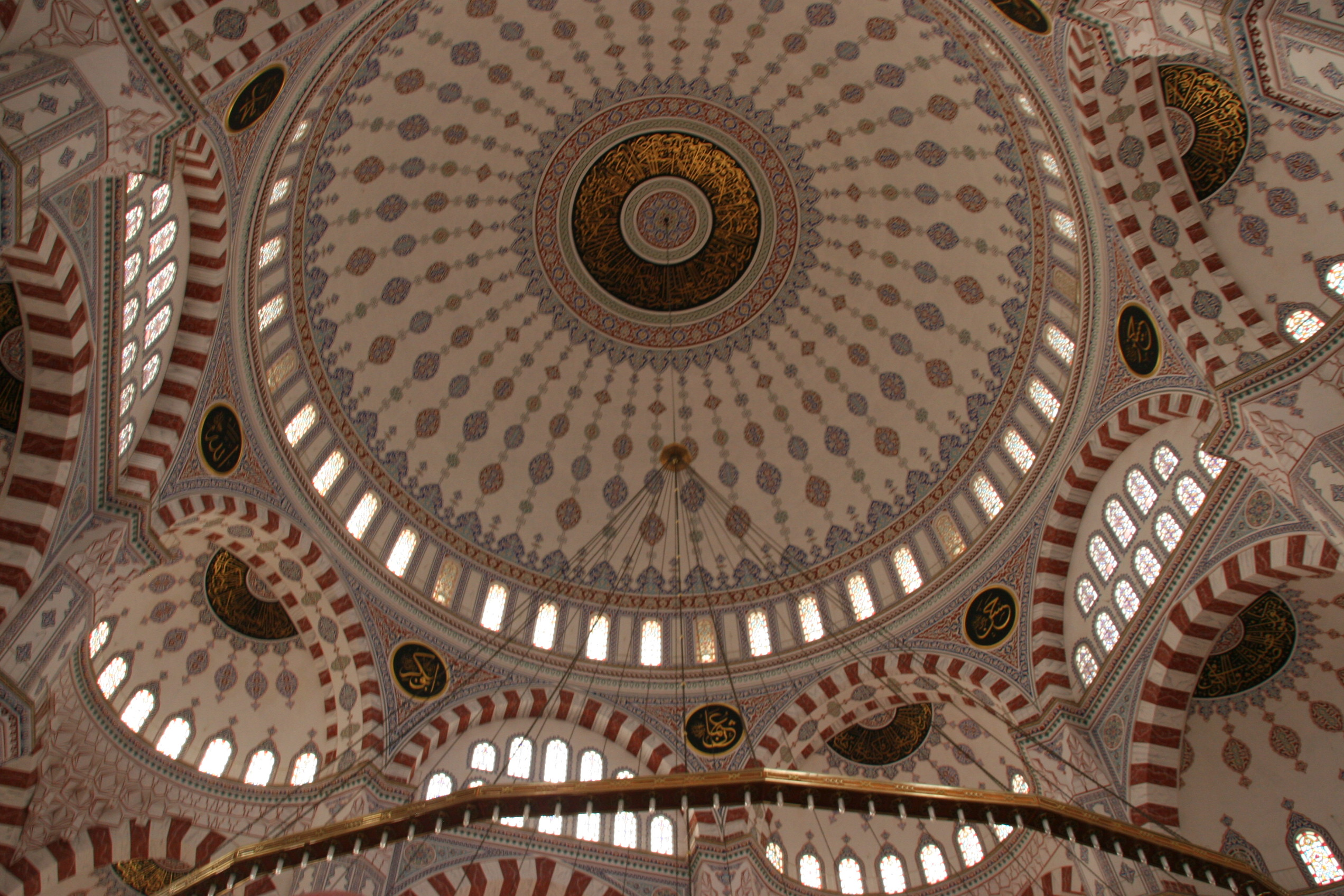
القبة الرئيسية

جمعت زخرفة جامع صابانجي بين الطابع الزخرفي الإسلامي والعثماني معا في مزيج واحد، حيث زينت الجدران الداخلية للجامع بالبلاط الإزنيقي الذي زخرفه النقاش سميح إرتش. أما الخطوط والآيات القرآنية المكتوبة على جدران الجامع فهي جميعها من تصميم الخطاط حسين توكلو وقد استخدم لفظ الجلالة واسم النبي محمد صلى الله عليه وسلم و سورة الفاتحة وأسماء الله الحسنى . بالإضافة إلى آية الكرسي وآيات من سورة النور كتبت على جدار الجهة الجنوبية للجامع .

### الأبواب
قام الحرفي نهاد كارتال بتصميم مدخل باب الجامع الرئيسي وجميع المداخل الأخرى والمنبر و المنصة و المحراب من الرخام، وقد غلب عليها الطراز العثماني الكلاسيكي .أما الأبواب فقد صنعت من الخشب المعتق أو ما يعرف بالكوندكاري (بالتركية: Kündekâri)‏ وقد صممها أحمد يلكاي.

### المآذن

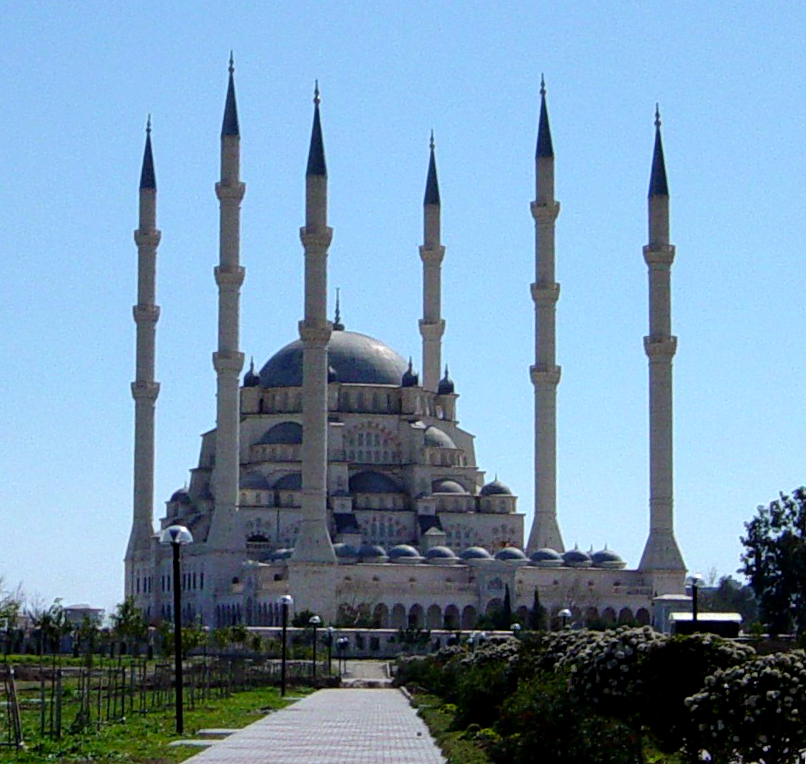
المآذن الست لجامع صابانجي المركزي

يبلغ ارتفاع كل من المآذن الأربعة والمجاورة للمبنى الرئيسي 99 متراً، بينما يبلغ ارتفاع المئذنة الواقعة في الشرفة شبه المغلقة 75 متراً. وقد صنعت المآذن من مزيج الإسمنت الأبيض والحجر ذي اللون العاجي .

## المرافق
يحتوي الجامع على جميع المرافق:
- أربعة فصول دراسية
- عشرة غرف اعتكاف
- غرف للإمام والمؤذن
- غرف للمناقشة
- ميضأة ونافورة
- و توجد خارج حرم الجامع في القسم الغربي مكتبة كلاسيكية ورقمية كبيرة وُضِعت في خِدمة الباحثين وعامة الناس.

كما يوجد سبيل مياه يوزع منه شراب العسل للناس في الأعياد والمناسبات الدينية.

## الإنارة والصوت
إهتم المسؤولون بالإنارة المعماريةللمسجد في داخلها وخارجها وأيضا بأنظمة التشغيل والصوت كما تم استخدام نظام بودكاست لتصل خطبة الجمعة إلى 275 جامعًا في المدينة وما حولها.

## معرض الصور

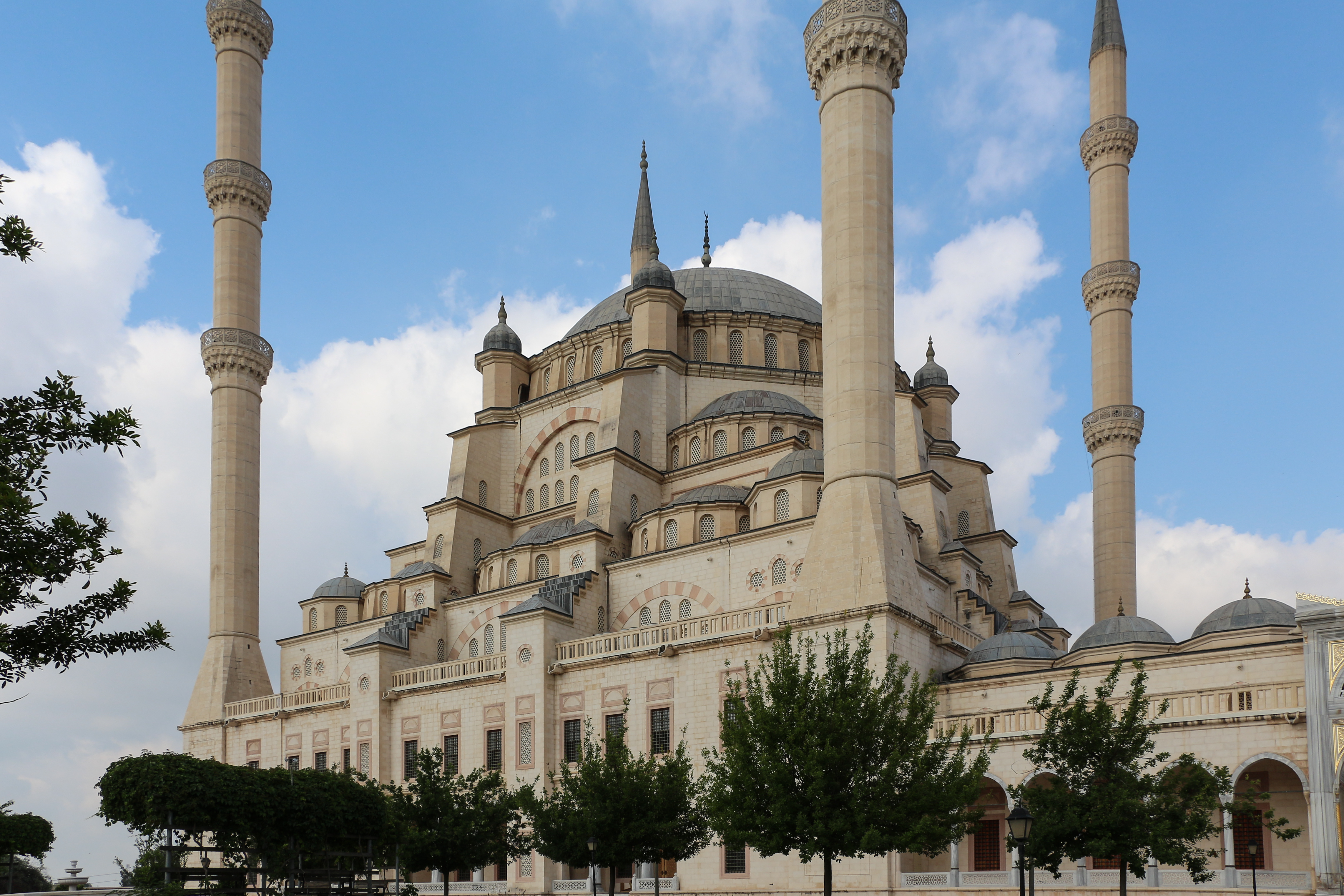
نظرة عن كثب.
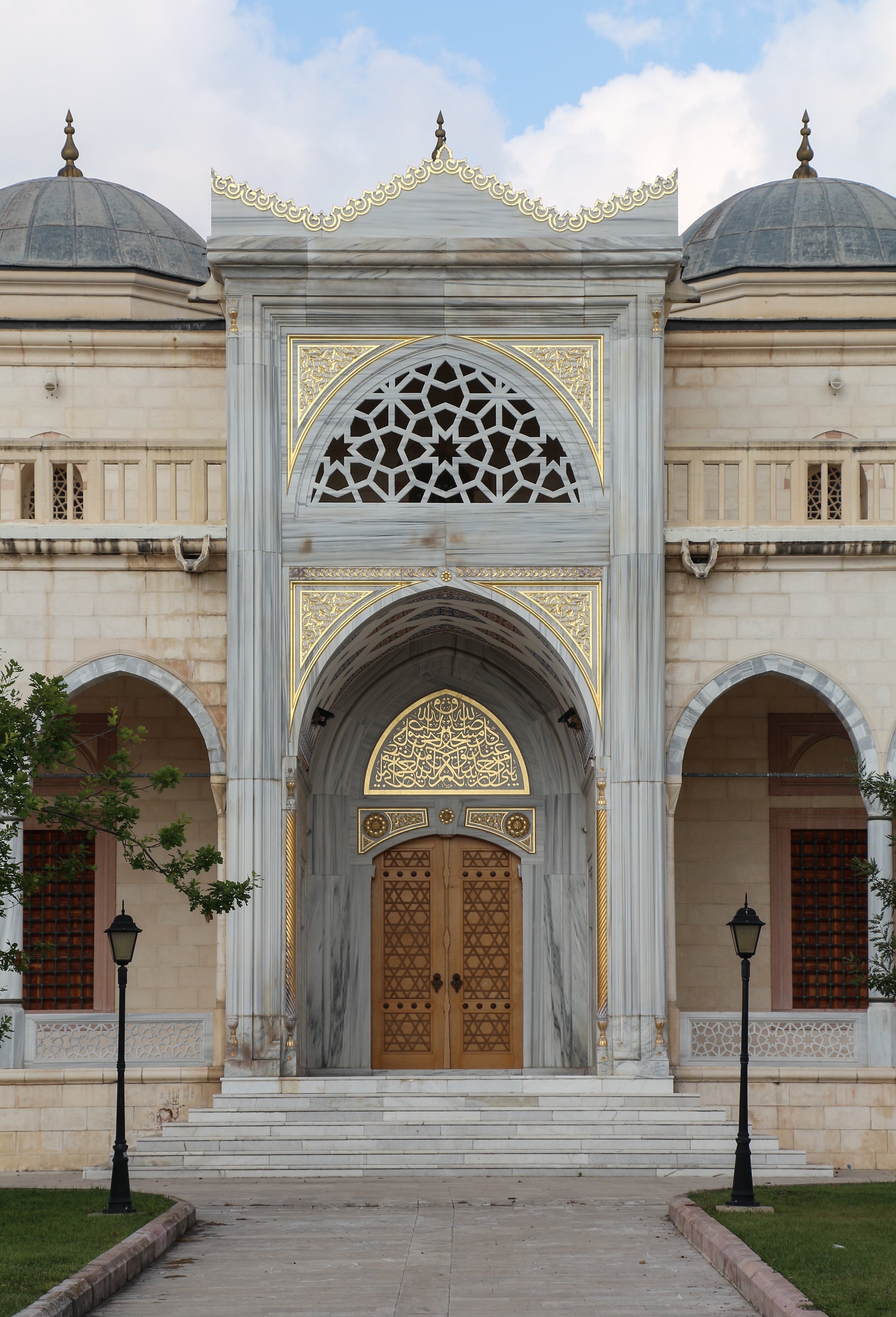
أحد أبواب الجامع.
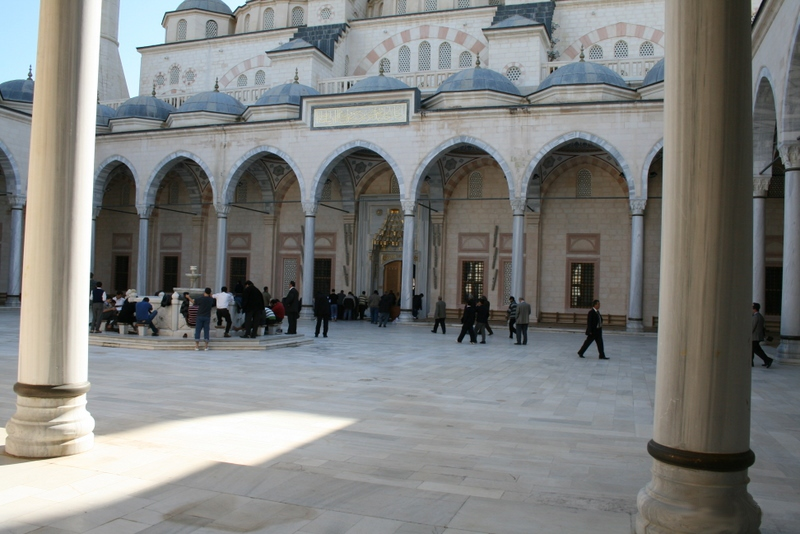
الصحن.
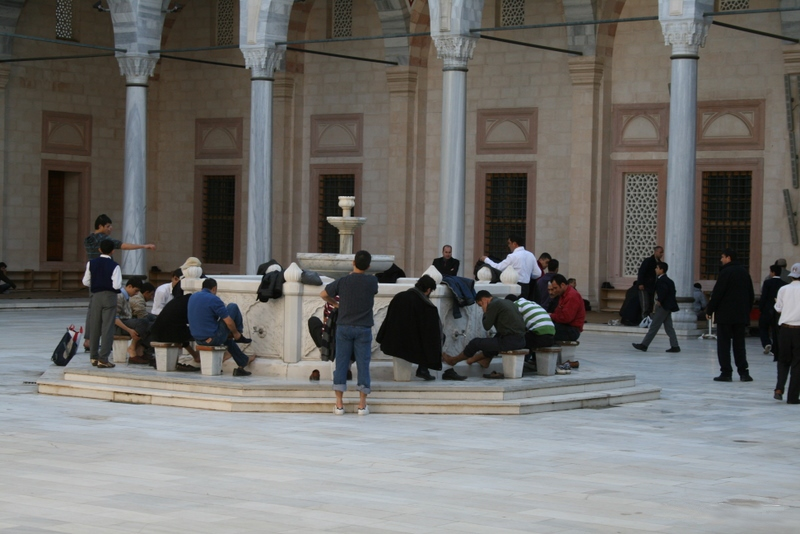
النافورة.
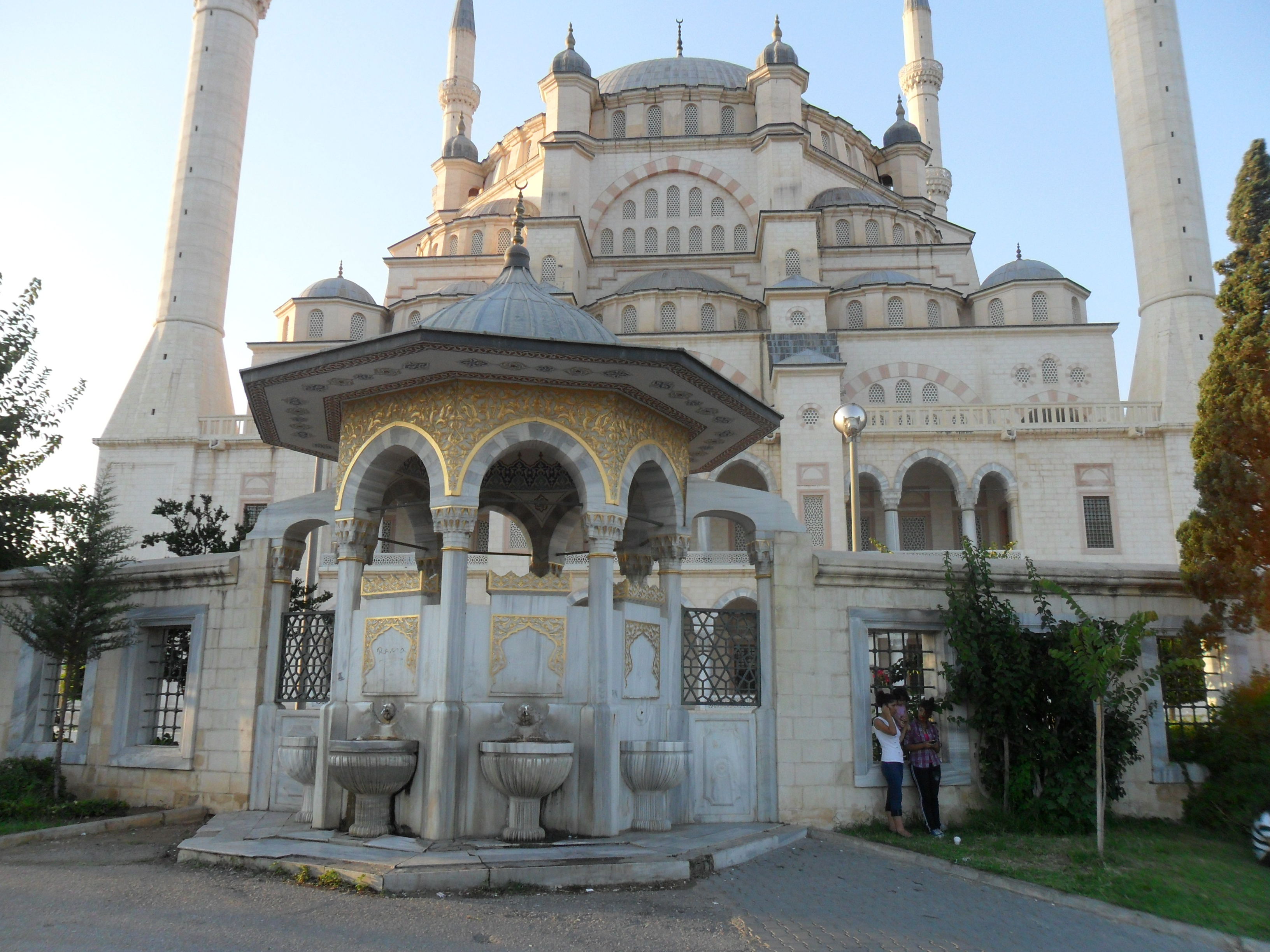
الميضأة
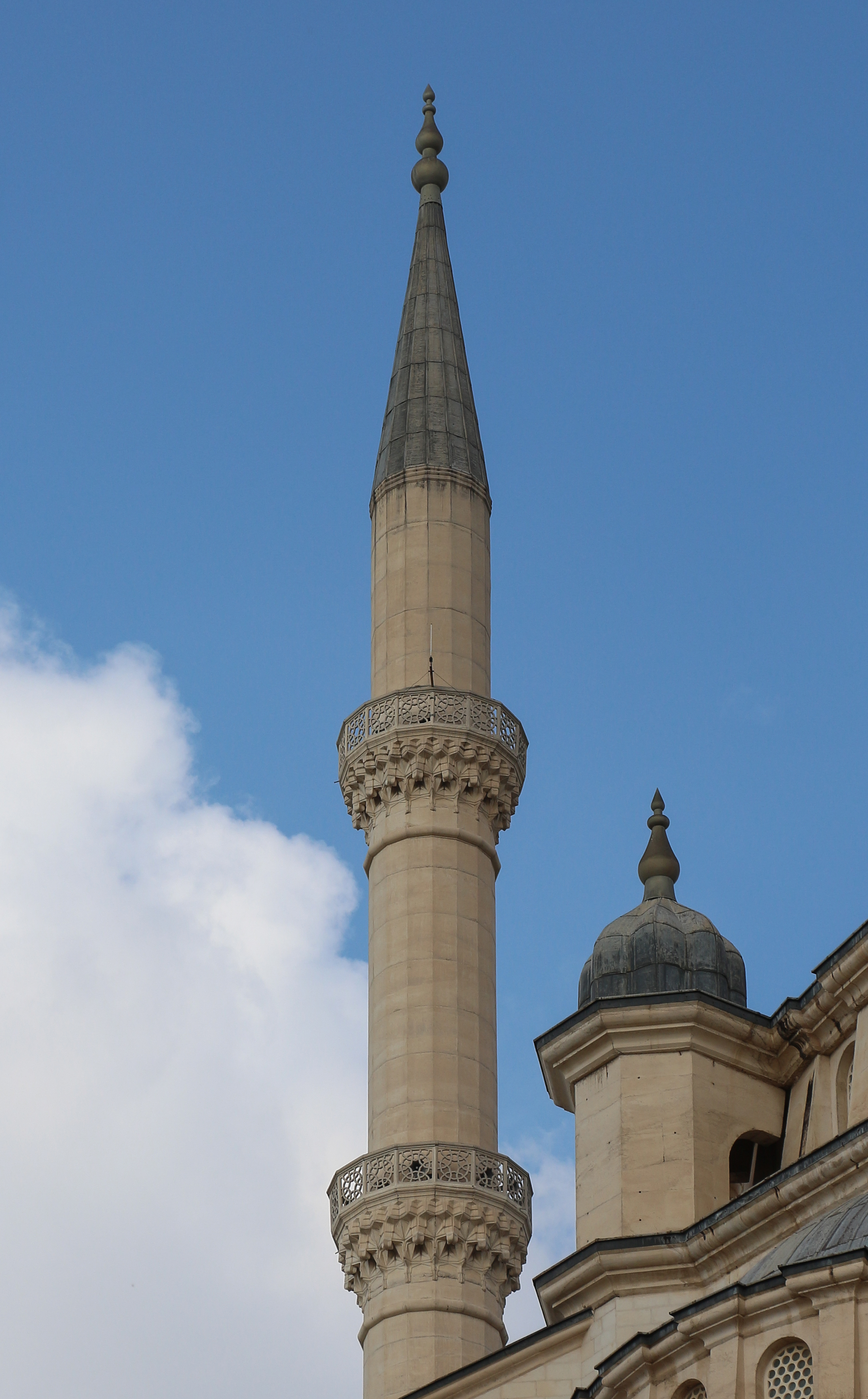
المئذنة
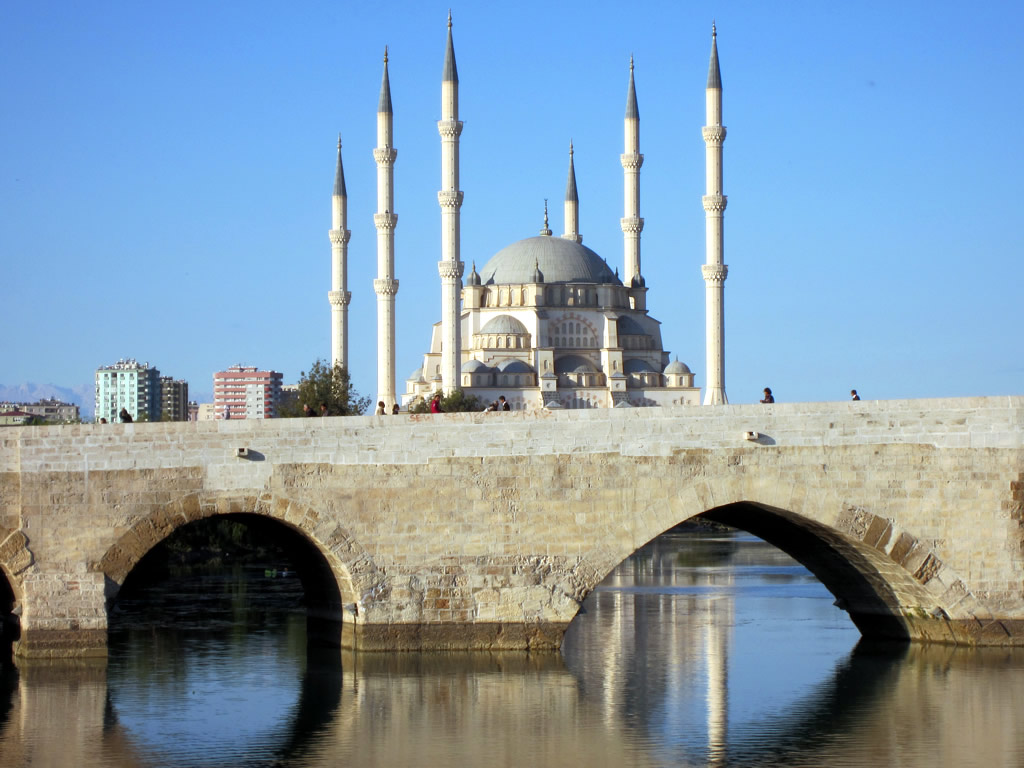
جامع صابانجي من وراء الجسر الروماني القديم.
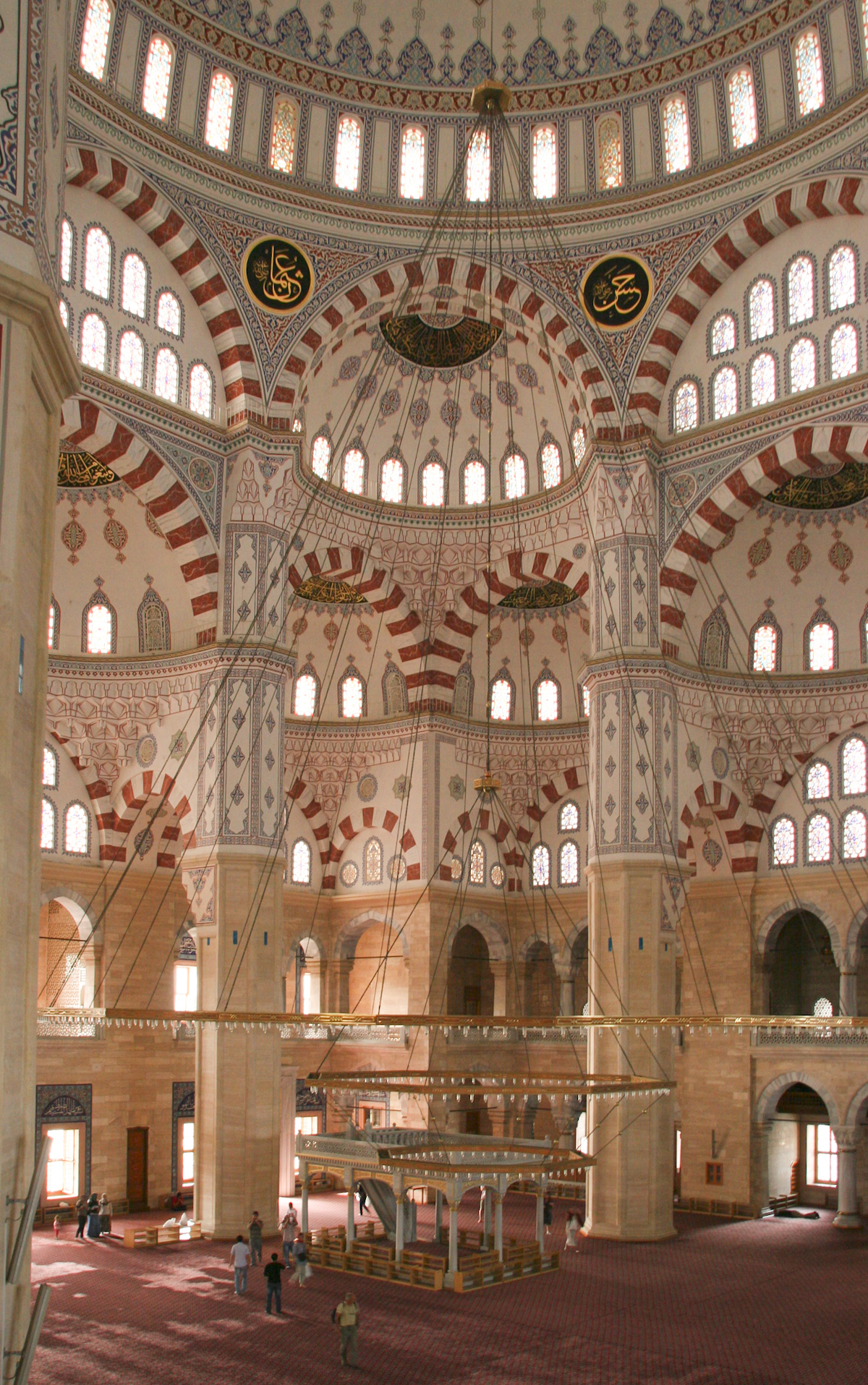
نظرة من الداخل.
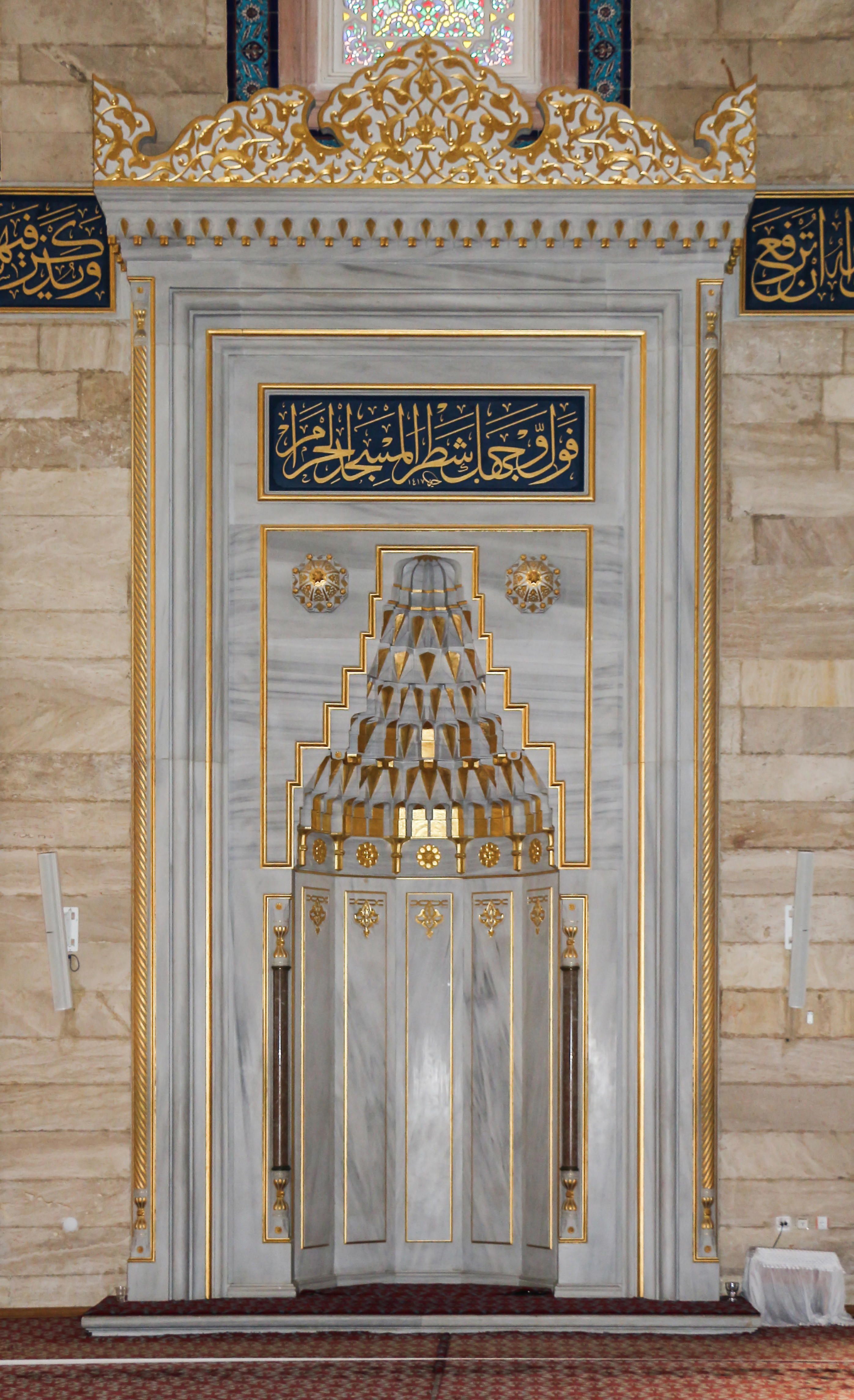
المحراب.
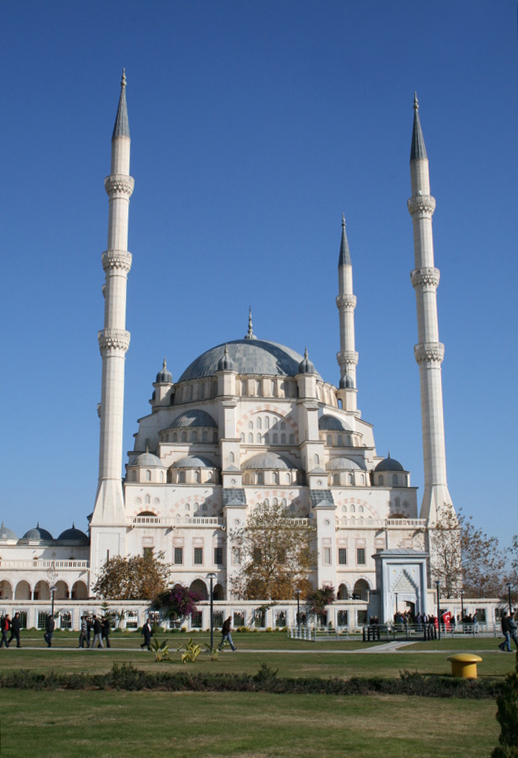
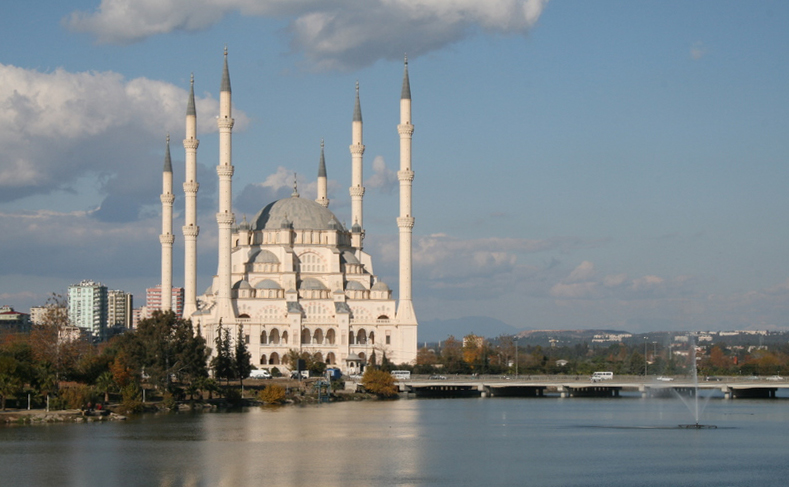
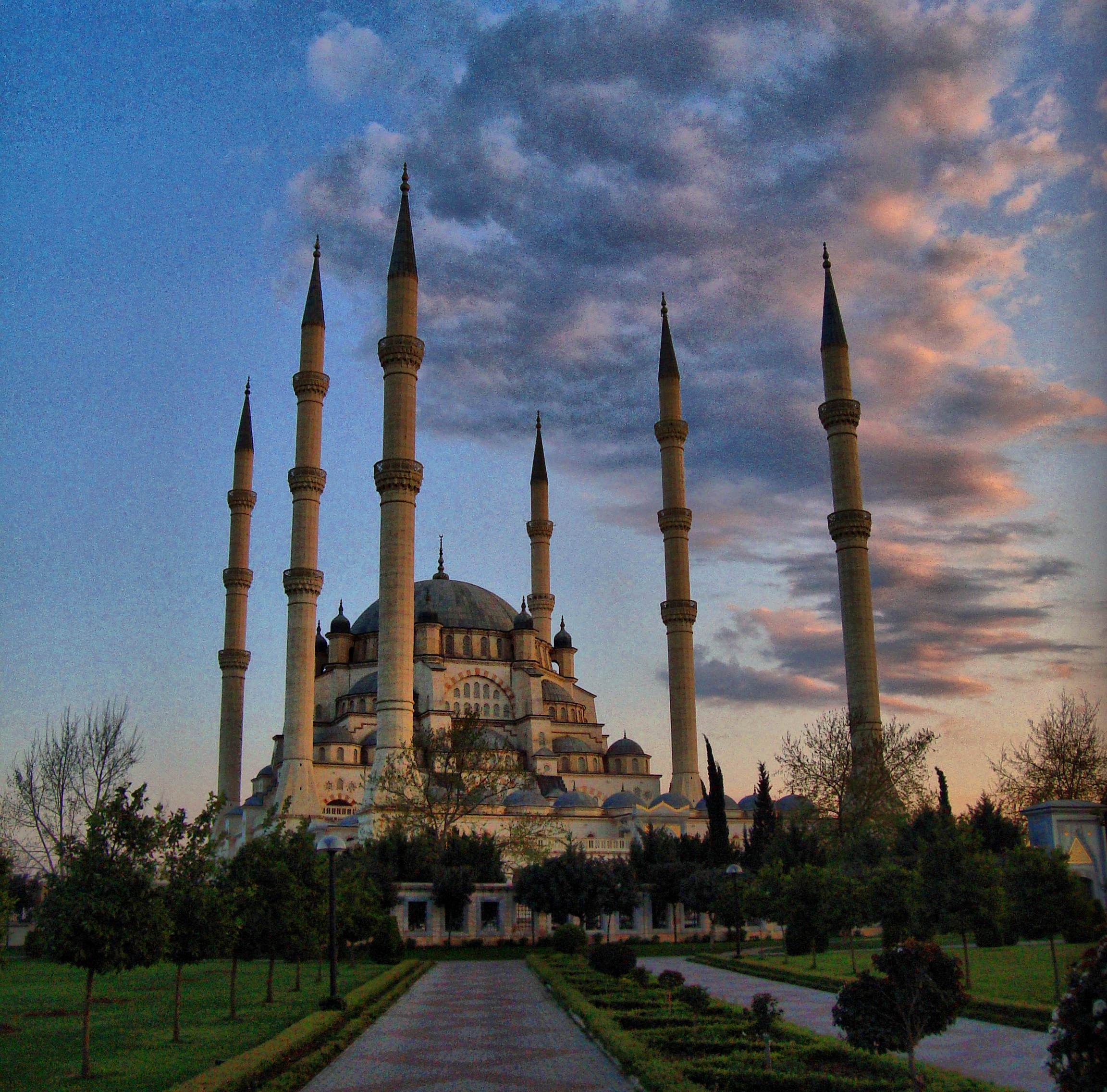